# Warren Terhune
Warren Terhune, né le 3 mai 1869 à Midland Park au New Jersey et mort le 3 novembre 1920 à Utulei aux Samoa américaines, est un homme politique américain.

## Biographie
Il est accepté à la United States Naval Academy en 1889. Il en ressort diplômé en 1899. Terhune était vice-président de la Holland Society of New York. Il a commandé divers navires et  bases navales durant sa carrière, notamment le septième district naval du sud de la Floride et la base aéronavale de Key West. Le président William Howard Taft demande aux corps de la marine de réprimer une rébellion au  Nicaragua, il fait partie de l'expédition à bord du USS Annapolis. Il reçoit l'Ordre du Buste de Bolivar du Venezuela en 1909. 
Il est gouverneur des Samoa américaines de 1919 à sa mort. Durant son mandat, il va s'attaquer à la fiscalité de l'île. Il a retiré plusieurs dirigeants locaux du pouvoir estimant qu'ils n'étaient pas encore apte à se gouverner seul. Il interdit également les mariages entre les marins américains et les autochtones. Ses actions ont contribué aux progrès du mouvement anti-impérialiste Mau.
Accusé de racisme, objet d'une enquête officielle et peut-être souffrant de dépression, il se suicide avec un pistolet dans l'hôtel du Gouvernement le 3 novembre 1920. Il est le premier  gouverneur des Samoa américaines à mourir en fonction.